# کاروانسرای آجری علی‌آباد
کاروانسرای آجری علی‌آباد مربوط به دوره قاجار است و در شهرستان قم، بخش مرکزی، روستای علی‌آباد واقع شده است. این اثر در تاریخ ۱۱ بهمن ۱۳۷۸ با شمارهٔ ثبت ۲۵۸۳ به عنوان یکی از آثار ملی ایران به ثبت رسیده است.